# Безсали
Безса́ли — село в Україні, у Лохвицькій міській громаді Миргородського району Полтавської області. Населення становить 772 особи. Колишній орган місцевого самоврядування — Безсалівська сільська рада, якій також були підпорядковані села Вишеньки, Мехедівка, Озерне, Сокириха та Червона Слобідка.

## Географія
Село Безсали розташоване на правому березі річки Лохвиця, нижче за течією примикає село Харківці. Розташоване за 10 км від центру громади, за 21 км від залізничної станції Сула. По селу протікає пересихаючий струмок з загатою.

## Назва
За версією історика-краєзнавця Г.Омельченка, на Посульській оборонній лінії стояло місто Сал, а біля нього невеличке сільце, яке називали Близ Сали, а потім назва трансформувалася у Безсали. Друга побутуюча легенда – у поселенні жили такі бідні козаки, що у них не було і сала. Тюркська версія - «бес» означає п’ять, «сала» – село, поселення.

## Історія
Перша писемна згадка про Безсали згадується в документах за 1693 рік — поселення входило до Лохвицької сотні Лубенського полку. Біля села збереглися рештки городища, визначеного на карті Боплана, та могильник періоду Київської Русі (X—XI ст.).
12 червня 2020 року, відповідно до розпорядження Кабінету Міністрів України № 721-р «Про визначення адміністративних центрів та затвердження територій територіальних громад Полтавської області», село увійшло до складу Лохвицької міської громади.
19 липня 2020 року, в результаті адміністративно - територіальної реформи та ліквідації Лохвицького району, село увійшло до складу новоутвореного Миргородського району Полтавської області.

## Населення
Згідно з переписом УРСР 1989 року чисельність наявного населення села становила 808 осіб, з яких 350 чоловіків та 458 жінок.
За переписом населення України 2001 року в селі мешкало 775 осіб.

### Мова
Розподіл населення за рідною мовою за даними перепису 2001 року:
| Мова       | Відсоток |
| ---------- | -------- |
| українська | 98,45 %  |
| російська  | 1,42 %   |
| білоруська | 0,13 %   |

## Економіка
- Молочно-товарна та птахо-товарна ферми.
- ПП АФ «Перше Травня».

## Об'єкти соціальної сфери
- Школа.

## Відомі люди
- Андрієвський Борис Юрійович — хірург, провідний політичний діяч ЗЧ ОУН.
- Кочерга Іван Миколайович — український радянський діяч.
- Ємець Яків Семенович — редактор, видавець.